# Tom Harkin
Thomas Richard Harkin, detto Tom (Warren County, 19 novembre 1939), è un politico statunitense, senatore per lo stato dell'Iowa dal 1985 al 2015 ed in precedenza membro della Camera dei Rappresentanti per lo stesso stato dal 1975 al 1985. Harkin è membro del Partito Democratico.